# Orange Is the New Black (3.ª temporada)
A terceira temporada de Orange Is the New Black foi anunciada pela Netflix em 6 de maio de 2014. Jenji Kohan continua como showrunner e produtora executiva. A terceira temporada estreou em 11 de junho de 2015.

## Elenco e personagens

### Principal
- Taylor Schilling como Piper Chapman
- Laura Prepon como Alex Vause
- Kate Mulgrew como Galina "Red" Reznikov
- Uzo Aduba como Suzanne "Olhos Loucos" Warren
- Danielle Brooks como Tasha "Taystee" Jefferson
- Natasha Lyonne como Nicky Nichols
- Taryn Manning como Tiffany "Pennsatucky" Doggett
- Selenis Leyva como Gloria Mendoza
- Adrienne C. Moore como Cindy "Black Cindy" Hayes
- Dascha Polanco como Dayanara "Daya" Diaz
- Yael Stone como Lorna Morello
- Samira Wiley como Poussey Washington
- Nick Sandow como Joe Caputo
- Michael Harney como Sam Healy

## Produção
A Netflix confirmou a terceira temporada de Orange Is the New Black em 6 de maio de 2014. Jenji Kohan continua como showrunner e produtora executiva, e já temos alguns atores foram confirmados para o elenco. Dentre eles estão a atriz Lori Petty que volta a interpretar Lolly Whitehill, e Alan Aisenberg que interpreta Baxter "Gerber" Bayley.
A terceira temporada estreou em 11 de junho de 2015.

## Episódios
| N.º na série | N.º na temp. | Título                                                    | Dirigido por        | Escrito por                   | Personagem(ens) em Destaque | Lançamento          |
| --- | ------------ | --------------------------------------------------------- | ------------------- | ----------------------------- | --------------------------- | ------------------- |
| 27 | 1            | "Mother's Day" "(Dia das Mães)"                           | Andrew McCarthy     | Jenji Kohan                   | vários                      | 11 de junho de 2015 |
| A prisão abriga uma visita especial para comemorar o Dia das Mães, como parte da tentativa de Caputo para "suavizar" seu regime à luz das recentes controvérsias. Piper descobre que Alex voltou a Litchfield e as duas se reconciliam. Poussey sente falta de sua mãe. Bennett se esforça para lidar com a família de Daya, mantendo em segredo que ele é o pai do filho dela. Daya e Aleida discutem sobre a maternidade. Pennsatucky detém um memorial para os abortos que ela teve. Healy se sente ameaçado pela recente decisão de Caputo de alterar a equipe de guardas. Red preenche o buraco na estufa com cimento, e depois é visitada por sua família, onde ela descobre que Piper mentiu sobre sua loja estar indo bem. Flashback: Flashbacks revelam experiências de dia das mães no passado de várias detentas. |              |                                                           |                     |                               |                             |                     |
| 28 | 2            | "Bed Bugs and Beyond" "(Percevejos e Mais)"               | Constantine Makris  | Jim Danger Gray               | Bennett                     | 11 de junho de 2015 |
| Litchfield luta contra uma infestação de percevejos. Isso obriga as detentas a vestirem roupa interior ou roupas de papel descartáveis, fazendo algumas delas ficarem paranóicas sobre a causa dos percevejos. Red confronta Piper sobre suas mentiras sobre a loja da família de Red, fazendo Red ficar com raiva de Piper e de seu marido por desonestidade, então Healy lhe dá uma bronca. A mãe de Mendez visita a prisão e se oferece para adotar o bebê de Daya, causando tensão entre Bennett, Daya e Aleida. Alex se esforça para lidar com a sua volta para a prisão. Bennett faz uma proposta a Daya, mas tem dúvidas sobre a sua família, especialmente sobre a raiva de Cesar. Nicky e Big Boo descobrem que alguém roubou a heroína que elas estavam escondendo. Caputo descobre que a prisão vai fechar devido a restrições orçamentais. A briga entre Piper e Alex chega ao fim na biblioteca fechada, onde elas acabam transando. Bennett recebe um berço de Cesar, mas também o testemunha apontando uma arma para um de seus filhos. Ele abandona o berço na beira de uma estrada e vai embora. Flashback: Bennett era um soldado do exército dos Estados Unidos enviado ao Afeganistão, onde sua unidade sofre um ataque interno de forças afegãs, e um soldado afegão que ele fez amizade é morto. |              |                                                           |                     |                               |                             |                     |
| 29 | 3            | "Empathy Is a Boner Killer" "(Empatizou, o Clima Acabou)" | Michael Trim        | Nick Jones                    | Nicky                       | 11 de junho de 2015 |
| Luschek encontra um cliente para a heroína de Nicky, mas fica furioso quando Nicky diz que a heroína foi roubada. Alex e Piper continuam a ter uma relação controversa. Caputo nega rumores para a equipe sobre a prisão ser fechada, mas a equipe suspeita. Bennett desaparece, preocupando Daya. A nova membra da equipe inicia uma aula de teatro, onde Alex e Piper se reconciliam durante uma performance. É revelado que Nicky mantinha a heroína para si mesma, mas foi descoberta pelos chefes de metanfetamina. Luschek pega a heroína deles, mas é encontrado por Caputo, fazendo Luschek dedurar Nicky. Healy recruta Red para ajudá-lo a falar com sua esposa. Caputo chantageia Figueroa para ajudá-lo a manter a prisão aberta, e ela o aponta a uma empresa privada na qual estava interessado em adquiri-la no passado. Nicky diz adeus quando ela é enviada para a segurança máxima. Ela lamenta que, mesmo depois de chutar o seu vício nas drogas, ela pode nunca perder suas tendências autodestrutivas. Flashback: A luta de longa data de Nicky com seu vício em drogas a leva à autodestruição, incluindo o roubo de um táxi e lutando com sua mãe. |              |                                                           |                     |                               |                             |                     |
| 30 | 4            | "Finger in the Dyke" "(A Caminho da Redenção)"            | Constantine Makris  | Lauren Morelli                | Big Boo                     | 11 de junho de 2015 |
| As detentas lidam com a falta de Nicky. Caputo leva a empresa privada GC em uma excursão na prisão. Olhos Loucos continua a lidar com a morte de Vee. Daya teme que Bennett fugiu dela. É o aniversário de Piper e ela tem uma visita tensa com sua família. Ela e Alex começam a se aproximarem novamente. Pennsatucky revela que ela ainda está recebendo o dinheiro do grupo anti-aborto que a considera um mártir. Big Boo recebe uma reforma na esperança de convencer o grupo religioso a dar-lhe o financiamento, mas ela se revolta com o homem, em vez disso. Red e Healy desenvolvem uma amizade com tons românticos. O GC concorda em assumir as operações da prisão, salvando-a de fechar. Flashback: Big Boo tem uma relação tensa com seus pais nervosos, principalmente com sua mãe, que não aprova ela ser lésbica. Mais tarde, sua mãe morre de uma doença, afastada dela. |              |                                                           |                     |                               |                             |                     |
| 31 | 5            | "Fake It Till You Fake It Some More" "(Tudo Fake)"        | Nicole Holofcener   | Tara Herrmann                 | Flaca                       | 11 de junho de 2015 |
| O GC investe em novos colchões e melhorias na prisão, mas corta parte do tempo dos guardas. Um novo trabalho de detalhe que paga dez vezes mais o salário de outros trabalhos na prisão é introduzido, o que levou as detentas a fazerem uma prova para as novas posições. Elas tomam um teste e, várias, incluindo Piper e Flaca, são escolhidas. É revelado que elas vão trabalhar em uma loja de tomada de roupas íntimas femininas. Daya tenta descobrir seus próximos passos, sem Bennett. Alex fica paranóica sobre seu ex-chefe estar tentando matá-la. Poussey tenta parar animais de roubar o álcool fermentado. Flashback: No ensino médio, Flaca usa a psicologia para enganar os estudantes e fazê-los acreditar que ela vendeu LSD para eles, mas, quando um colega que acredita que pode saltar do alto do prédio da escola morrer, ela é presa por fraude. |              |                                                           |                     |                               |                             |                     |
| 32 | 6            | "Ching Chong Chang" "(Xing Ling)"                         | Anthony Hemingway   | Sara Hess                     | Chang                       | 11 de junho de 2015 |
| Caputo entrevista mais candidatos a guarda em meio período, para a consternação dos outros guardas. Um novo prisioneiro revela que uma refeição kosher mais apetitosa pode ser solicitada na cozinha. A chefe de cozinha famosa Judy King é indiciada sob a acusação de evasão fiscal. Quando as detentas começam a bordar calcinhas no novo trabalho, Piper flerta com uma nova detenta, Stella Carlin. Lorna é visitada por vários amigos por correspondência civis procurando romance, e se apaixona por um entusiasta do Jiu Jitsu. Healy pede para Caputo deixar Red voltar para a cozinha. Em segredo, Chang prepara alimentos especiais para si e assiste a filmes chineses em um telefone celular escondido em um barraco no jardim. Flashback: Chang é rejeitada por um empresário rico chinês que a conheceu por causa de um casamento arranjado, dizendo que nunca se casaria com uma garota tão feia como ela. Mais tarde, ela se reergue e entra no submundo do crime asiático, exigindo uma vingança violenta contra o homem que a rejeitou. |              |                                                           |                     |                               |                             |                     |
| 33 | 7            | "Tongue-Tied" "(O Gato Comeu)"                            | Julie Anne Robinson | Sian Heder                    | Norma                       | 11 de junho de 2015 |
| Suzanne exibe um talento para escrever coisas bizarras, histórias de fantasia carregada de erotismo. Stella concorda em contribuir com calcinhas sujas para o negócio planejado de calcinhas-sujas de Piper. Piper recruta Cal para auxiliar na operação. Daya luta com quem deve elevar seu bebê. Indo para a prisão juntos, o filho de Mendoza ensina para o filho de Sophia um comportamento rude, fazendo com que as duas mães se confrontem. Red volta para cozinha novamente — assim como o novo regime introduz refeições "enlatadas". o fracasso do GC ao treinar adequadamente os guardas leva a um incidente de pulverização de pimenta remendada. A reputação de Norma como uma performance de milagre cresce. Flashback: Norma se tornou uma das muitas esposas de um profeta Svengali em seus anos mais jovens, mas, mais tarde, o matou. |              |                                                           |                     |                               |                             |                     |
| 34 | 8            | "Fear, and Other Smells" "(O Medo e Outros Cheiros)"      | Mark A. Burley      | Nick Jones                    | Alex                        | 11 de junho de 2015 |
| A história de ficção científica de Suzanne ganha um culto de seguidores na prisão, mas o seu mais recente capítulo agrava a depressão alcoólica de Poussey. As detentas desprezam a nova comida das refeições, e ficam irritadas com o aumento dos preços dos itens na loja. Piper recruta suas companheiras de cela para vestir calcinhas roubadas da fábrica, e vendê-las online por um lucro. A guarda Rogers fica indignada quando Healy prescreve antidepressivos para Soso, fazendo-o passar o caso de Soso para ela. Com a van de Pennsatucky, o novo guarda de meio período vaia uma loja de donuts. Em uma reunião em Utica, os executivos do GC são totalmente desprovidos de compaixão e unicamente preocupados com a redução de custos e lucros da prisão. Caputo começa a desprezar Pearson mais ainda quando não consegue resultados através de suas sugestões sobre melhoramentos. Sophia e Mendoza lamentam sobre não terem cuidar de seus respectivos filhos. Quando Daya descobre com a mãe de Mendez que Aleida arranjou um acordo financeiro para doar o bebê, Daya confessa para ela que Mendez não é o pai da criança. Alex suspeita que uma nova detenta, Lolly, pode ter sido enviada por Kubra para matá-la. Lolly é vista mais tarde mantendo registros detalhados de cada movimento de Alex. Flashback: Kubra mira em Fahri depois da prisão de Piper. |              |                                                           |                     |                               |                             |                     |
| 35 | 9            | "Where My Dreidel At" "(Onde Foi Parar o Meu Dreidel?)"   | Andrew McCarthy     | Jordan Harrison               | Leanne                      | 11 de junho de 2015 |
| Com a ajuda de Cal e do guarda Bayley, o negócio de calcinha usadas de Piper vira um grande sucesso. As detentas continuam a obsessão na história de romance pornográfico de Suzanne. Red é humilhada por ter que servir despejos de um saco em vez de comida real. Um rabino interroga as detentas sobre suas supostas devoções à crença judaica, resultando em uma pequena refeição kosher. Stella e Piper se beijam. Mendoza e Sophia brigam novamente quando o filho de Sophia é preso. Sophia descobre que o filho de Mendoza fugiu do local. A chefe de cozinha famosa Judy King aparece novamente no noticiário de televisão. Fora da prisão, o guarda Coates beija Pennsatucky. Depois que Lolly quebra uma janela em um galpão, Alex percebe que um grande caco de vidro desapareceu nos escombros. Leanne zoa Soso e age como líder vocal auto-nomeada do grupo espiritual de Norma. Sem sucesso, Norma tenta ensinar bondade e tolerância a Leanne. Para seu pavor, Alex descobre que Lolly têm monitorado seus movimentos em segredo. Flashback: Leanne se soltou de suas raízes Amish e foi presa por posse de metanfetamina ao tentar voltar para sua família. |              |                                                           |                     |                               |                             |                     |
| 36 | 10           | "A Tittin' and a Hairin'" "(Peitinho)"                    | Jesse Peretz        | Lauren Morelli                | Pennsatucky                 | 11 de junho de 2015 |
| Uma detenta jovem começa a perseguir Suzanne romanticamente. Suzanne diz para Morello que, apesar de seus romances carregados de erotismo, ela ainda é virgem e confusa sobre sexo. Judy King é considerada culpado, mas parece que a prisão em que ficará não é Litchfield. Depois de observar Stella fazendo movimentos em Piper, Alex confronta Piper no quarto dela. Visitado na prisão por sua mãe, um abalado e traumatizado Mendez descobre que ele não é o pai do filho de Daya, na qual ele se recusa a acreditar. A mãe de Mendez informa a Daya que ela ainda deseja criar o bebê, e após a deliberação dolorosa, Daya aceita. Morello usa Vince, seu amigo de correspondência, para se vingar de Christopher. Leanne e Soso continuam a provocar uma a outra, com Norma sem saber o que fazer. Usando legumes cultivados no jardim, Red prepara uma pequena refeição para suas funcionárias de cozinha. Enfurecida ao saber que Sophia cortou a viagem de seu filho para a prisão, Mendoza luta com ela no banheiro. Alex ataca Lolly, mas percebe que ela é apenas altamente paranóica e delirante, não uma assassina. O guarda Coates é repreendido por estar atrasado, depois de passar tempo com Pennsatucky. Em um momento de raiva, ele a estupra na van da prisão. Flashback: Pennsatucky é mostrada como uma adolescente que trocou o sexo casual desagradável por bebidas. Ela conhece e se apaixona por um novo namorado que a ensina a desfrutar do sexo. Mas, quando ele se afasta, ela é estuprada por um "ex-cliente". |              |                                                           |                     |                               |                             |                     |
| 37 | 11           | "We Can Be Heroes" "(O Herói em Cada Um)"                 | Phil Abraham        | Sian Heder                    | Caputo                      | 11 de junho de 2015 |
| Caputo concorda em ajudar os guardas a se unirem contra seus senhores corporativos sem coração, enquanto ele dorme com Figueroa. Devido a um erro, a amiga de Leanne é solta da prisão. Mais tarde, Caputo a encontra na estação de ônibus. Big Boo descobre que Coates abusou de Pennsatucky e promete ajudá-la a se vingar. Apesar de uma lesão Mendoza, Sophia se torna um pária e seu salão se esvazia. A conselheira Berdie é injustamente colocada em licença por causa de um escândalo envolvendo Suzanne. Suzanne fica aliviada ao ter feito o projeto e pede desculpas a Poussey por atacá-la sob o comando de Vee. Depois, Soso confronta Norma por deixar seu grupo zoar com ela, Leanne corta o cabelo de Soso enquanto ela dorme. Flaca encoraja as meninas de Piper a parar de usarem a calcinha até que elas sejam pagas com dinheiro real. Piper se compromete a estabelecer um plano de pagamento com cartões de dinheiro, e, em seguida, se vinga de Flaca por instigar a revolta. Repelida por ver este novo lado de Piper, Alex acaba com o negócio e seu relacionamento. Flashback: Caputo sacrifica uma carreira de músico e aceita um emprego como guarda em Litchfield, a fim de apoiar sua namorada, que está grávida de seu ex-colega de banda. Mais tarde, ela abandona Caputo quando o pai biológico de seu filho se torna um músico de sucesso. |              |                                                           |                     |                               |                             |                     |
| 38 | 12           | "Don't Make Me Come Back There" "(Não Me Faça Ir Aí)"     | Uta Briesewitz      | Sara Hess                     | Aleida & Daya               | 11 de junho de 2015 |
| Daya entra em trabalho de parto, e não deixa sua mãe ajudar já que ela estava tentando tirar dinheiro da mãe de Mendez. Red executa um sorteio aberto para determinar quem vai ir a sua festa de jantar chique. Após a suspensão do Berdie, Soso volta até Healy para aconselhamento. Ele continua a recomendar medicação. Boo planeja a vingança de Pennsatucky contra Coates, mas eles voltam antes disso. Sophia é atacada e espancada por duas outras detentas. Gerber se recusa a levar o negócio de calcinhas para fora da prisão, então Piper chega perto de dar prosseguimento a sua promessa de favores sexuais, mas Stella intervém e convence Gerber a continuar. O trabalho de parto de Daya não sai conforme o planejado. Um encontro com Frieda faz com que Taystee perceba que ela é a nova "mãe" do grupo. Poussey encontra Soso inconsciente na biblioteca por causa de uma overdose de pílulas que ela roubou do escritório do doutor após ter ganhado uma prescrição de Healy. Piper põe a mão sobre a mão de Stella enquanto elas assistem a um filme, mas Stella revela que ela sairá da prisão. Flashback: Aleida deixa Daya quando criança em um acampamento para se livrar dela por algumas semanas. Inicialmente, Daya não gosta e chora, mas, quando Aleida volta para buscá-la, Daya fez novos amigos e se acostumou aos seus arredores. |              |                                                           |                     |                               |                             |                     |
| 39 | 13           | "Trust No Bitch" "(Não Confie em Ninguém)"                | Phil Abraham        | Jim Danger Gray & Jenji Kohan | vários                      | 11 de junho de 2015 |
| Poussey, Taystee e Suzanne salvam Soso de sua overdose. Piper confronta Flaca sobre roubar os recursos de seu negócio de calcinha, mas logo percebe que Stella é a culpada, já que ela não terá dinheiro para sobreviver quando ela for solta da prisão. Piper exige uma vingança enquadrando Stella por posse de contrabando, fazendo com que Stella seja levada para a segurança máxima. Morello se casa com Vince, enquanto Black Cindy mostra uma sinceridade recém-descoberta em suas tentativas de se tornar judia. Ela fica, no entanto, frustrada porque, para se converter totalmente, é necessário passar por um batismo judaico, na qual requer um corpo natural de água na qual não existe dentro de uma prisão. As complicações surgem a respeito do bebê de Daya depois que Cesar é preso. Pela primeira vez, Norma arrisca perder suas seguidoras após Poussey furiosamente confrontá-la pelo seu papel na tentativa de suicídio de Soso. Caputo, depois de prometer dirigir o sindicato dos funcionários, aceita uma promoção do GC, fazendo a equipe sair. Um acidente de construção permite que todas as detentas fujam para um lago próximo para brincarem e se banharem nele, Soso fica com grupo das negras, enquanto Suzanne fica com Maureen. Black Cindy, com acesso inesperado a um corpo natural de água, realiza seu batismo e oficialmente se torna judia. Alex é encurralada na estufa por um novo guarda enviado por Kubra. Enquanto as detentas brincam no lago, equipes de construção trocam as camas velhas da prisão por beliches, dobrando a capacidade de lotação da prisão, e vários ônibus cheios de novas detentas chegam em Litchfield. Flashback: |              |                                                           |                     |                               |                             |                     |